# Orechovo (metropolitana di Mosca)
Orechovo (in russo Орехово?) è una stazione della Metropolitana di Mosca, situata sulla Linea Zamoskvoreckaja. Disegnata da L.N. Popov, V.S. Volovich e G.S. Mun, la stazione venne aperta nel 1984.
Sia le mura che i pilastri sono ricoperti in marmo bianco, mentre sopra le scale vi è una scultura in bronzo di L.L. Berlin (secondo il tema della "Protezione della Natura"). Gli ingressi della stazione sono situati tra Shipilovskij Prospekt e via Baženova, sul lato est di Tsaritsino Park.